# Büscherhöfchen (Marialinden)
Büscherhöfchen ist ein Ortsteil von Marialinden in der Stadt Overath im Rheinisch-Bergischen Kreis in Nordrhein-Westfalen, Deutschland.

## Lage und Beschreibung
Der kleine Ortsteil Büscherhöfchen liegt auf einer Anhöhe zwischen dem Aggertal und dem alten Wallfahrtsort Marialinden. Er ist vom Zentrum Marialindens aus über die Alte Römerstraße in Richtung Burg zu erreichen. An der Bushaltestelle Büscherhöfchen führt eine steile Straße hinauf in den Ort, der eine gute Sicht über das Bergische Land bietet. Eine Plakatwand an der Haltestelle zeigt die Stationen des alten Pilgerweges.

## Geschichte
Die Topographia Ducatus Montani des Erich Philipp Ploennies, Blatt Amt Steinbach, belegt, dass der Wohnplatz bereits 1715 eine Hofstelle besaß, die als Busch beschriftet sind. Carl Friedrich von Wiebeking benennt die Hofschaft auf seiner Charte des Herzogthums Berg 1789 als Busch. Aus ihr geht hervor, dass der Ort zu dieser Zeit Teil der Honschaft Burg im Kirchspiel Overath war. Der Ort lag südlich der Brüderstraße, einer bedeutenden mittelalterlichen Altfernstraße von Flandern über Köln nach Leipzig.
Der Ort ist auf der Topographischen Aufnahme der Rheinlande von 1817 als Büscherhöfchen verzeichnet. Die Preußische Uraufnahme von 1845 zeigt den Wohnplatz unter dem Namen Buscherhofchen. Ab der Preußischen Neuaufnahme von 1892 ist der Ort auf Messtischblättern regelmäßig als Büscherhöfchen verzeichnet.
1822 lebten vier Menschen im als (einzelnes) Haus kategorisierten Ort, der nach dem Zusammenbruch der napoleonischen Administration und deren Ablösung zur Bürgermeisterei Overath im Kreis Mülheim am Rhein gehörte und Buscherhof genannt wurde. Der 1845 laut der Uebersicht des Regierungs-Bezirks Cöln als Hof kategorisierte Ort besaß zu dieser Zeit unter dem Namen Büscherhof ein Wohngebäude mit zehn Einwohnern, alle katholischen Bekenntnisses.
Die Liste Einwohner und Viehstand von 1848, nach der unter anderem Steuern berechnet wurden, zählt in Büscherhöfgen 9 Einwohner: die Familie des Ackerers Wilhelm Wester mit vier Kindern. Ihm gehörten laut offizieller Zählung 1 Ochse, 2 Kühe. 1 Rind, 1 Schwein.
Die Gemeinde- und Gutbezirksstatistik der Rheinprovinz führt Büscherhöfchen 1871 mit zwei Wohnhäusern und 18 Einwohnern auf. Im Gemeindelexikon für die Provinz Rheinland von 1888 werden für Büscherhöfchen fünf Wohnhäuser mit 21 Einwohnern angegeben. 1895 besitzt der Ort fünf Wohnhäuser mit 23 Einwohnern und gehörte konfessionell zum katholischen Kirchspiel Marialinden, 1905 werden fünf Wohnhäuser und 22 Einwohner angegeben.